# Nucleone
Il nucleone è una particella subatomica componente del nucleo, cioè un protone o un neutrone.
Un'unica definizione per protone e neutrone deriva dal fatto che lo studio di tali particelle al livello di energia della forza nucleare forte porta a considerarle come due stati di isospin opposto della stessa particella. Il numero totale di nucleoni di un nucleo si dice numero di massa e si indica tradizionalmente con A.
In un nucleo con Z protoni e N neutroni si ha A=Z+N, dove Z è il numero atomico ed N il numero neutronico.
I nucleoni fanno parte della famiglia dei barioni, facenti parte a loro volta degli adroni.
Sono fermioni aventi spin 1/2 e sono soggetti all'interazione forte.